# Macracanthorhynchus catulinus
Espèce
Macracanthorhynchus catulinus est une espèce d'acanthocéphales de la famille des Oligacanthorhynchidae. C'est un parasite digestif de Fissipèdes paléarctiques.